# Magnesioqingheiïta
La magnesioqingheiïta és un mineral de la classe dels fosfats que pertany al grup de la wyllieïta.

## Característiques
La magnesioqingheiïta és un fosfat de fórmula química Na₂Mg(MgAl)(PO₄)₃. Va ser aprovada com a espècie vàlida per l'Associació Mineralògica Internacional en el mes de juliol de l'any 2023, i encara resta pendent de publicació. Cristal·litza en el sistema monoclínic. És l'anàleg de magnesi de la qingheiïta.
Les mostres que van servir per a determinar l'espècie, el que es coneix com a material tipus, es troben conservades a les col·leccions del museu de mineralogia de l'Escola de Mines de París (França), amb el número de catàleg: ENSMP 84268 (holotype), i al Museu Nacional d'Història Natural, també a París, amb el número de catàleg MNHN_MIN_223.002.

## Formació i jaciments
Va ser descoberta a Stockhorn, dins l'àrea de la glacera Gorner, a la localitat de Visp (Valais, Suïssa), sent l'únic a tot el planeta on ha estat descrita aquesta espècie mineral.